# Нигриниан
(Марк Аврелий) Нигриниан (лат. (Marcus Aurelius) Nigrinianus) — возможно, сын императора Карина и его жены Магнии Урбики.
Родился Нигриниан примерно в 283 году. На его редких посмертных монетах есть следующая надпись: «божественный Нигриниан, внук Кара» (лат. divus Nigrinianus, nepos Cari). Однако имя Нигриниан скорее всего свидетельствует о том, что он был внуком Кара по женской линии. Ведь у Кара была ещё дочь Аврелия.
Нигриниан умер в 284/285 году. При жизни не был провозглашен ни цезарем, ни августом, однако был обожествлен после смерти.